# Kirklington-cum-Upsland
Kirklington-cum-Upsland – civil parish w Anglii, w North Yorkshire, w dystrykcie (unitary authority) North Yorkshire. W 2011 civil parish liczyła 315 mieszkańców.